# Abercynon (stacja kolejowa)
Abercynon (ang. Abercynon railway station) – stacja kolejowa w Abercynon w hrabstwie Rhondda Cynon Taf, w Walii. Znajduje się na Merthyr Line. Jest obsługiwana przez pociągi Arriva Trains Wales. Położona jest 25 km na północ od Cardiff Central.

## Połączenia
Abercynon jest obsługiwany przez cztery pociągi na godzinę do Cardiff Central, kontynuujące dalej bieg do Barry Island (trzy pociągi na godzinę) lub Bridgend przez The Vale of Glamorgan Line (co godzinę). 
Pociągi w kierunku północny kursują dwa razy na godzinę do Merthyr Tydfil i dwa razy na godzinę do Aberdare od poniedziałku do soboty.
W niedziele połączenia kursują co dwie godziny do Barry Island i Bridgend przez The Vale of Glamorgan Line, a serwis północy kursuje co dwie godziny do Merthyr Tydfil i co dwie godziny do Aberdare.

## Linie kolejowe
- Merthyr Line
- Aberdare Branch